# Echinocactus grusonii
Echinocactus grusonii (Nederlandse naam: schoonmoedersstoel) is een succulent die behoort tot de cactusfamilie (Cactaceae). In de natuur is ze te vinden in centraal Mexico, van San Luis Potosí tot Hidalgo. Ze werd beschreven door Heinrich Hildmann in 1886.
Hoewel deze soort zeer populair is bij kwekers is ze een bedreigde soort in de vrije natuur. De cactus kan na verloop van vele jaren meer dan 1 m hoog worden.